# Treinadores do Cuiabá Esporte Clube
Esta é uma lista de treinadores do elenco profissional do Cuiabá.

## Lista

### Era amadora
- Gaúcho: 2001–2002 [1]

### Era profissional
- Oscar Conrado: 2003–2006 [2][3][4][5]
- Mosca: 2009 [6]
- Valter Ferreira: 2009 [7]
- Ary Marques: 2010–2012 [8]
- Luciano Dias: 2012 [9]
- Ary Marques: 2013 [10]
- Mazola Júnior: 2013 [11]
- Luciano Dias: 2014 [12]
- Márcio Goiano: 2014 [13]
- Fernando Marchiori: 2014–2015 [14]
- Josué Teixeira: 2015 [15]
- Ruy Scarpino: 2015 [16]
- Fernando Marchiori: 2016 [17]
- Flávio Araújo: 2016 [18]
- Roberto Fonseca: 2016–2017 [19]
- Moacir Júnior: 2017 [20]
- Itamar Schulle: 2018–2019 [21]
- Marcelo Chamusca : 2019–2020 [22]
- Allan Aal: 2020–2021 [23]
- Alberto Valentim: 2021 [24]
- Jorginho: 2021 [25]
- Pintado: 2022 [26]
- António Oliveira: 2022 [27]
- Ivo Vieira: 2023 [28]
- António Oliveira: 2023–2024 [29]
- Petit: 2024 [30]
- Bernardo Franco: 2024– [31]

### Interinos
- Genésio Neponuceno Neto: 2009
- Hugo Alcantara: 2015 [32]
- Eduardo Henrique: 2015, 2016 e 2019 [33][34]
- Franco Muller: 2020 e 2021 [35][36]
- Luiz Fernando Iubel: 2021, 2022, 2023 e 2024 [37][38][39]
- Eduardo Oliveira: 2022 [40]